# جنسیت انتسابی

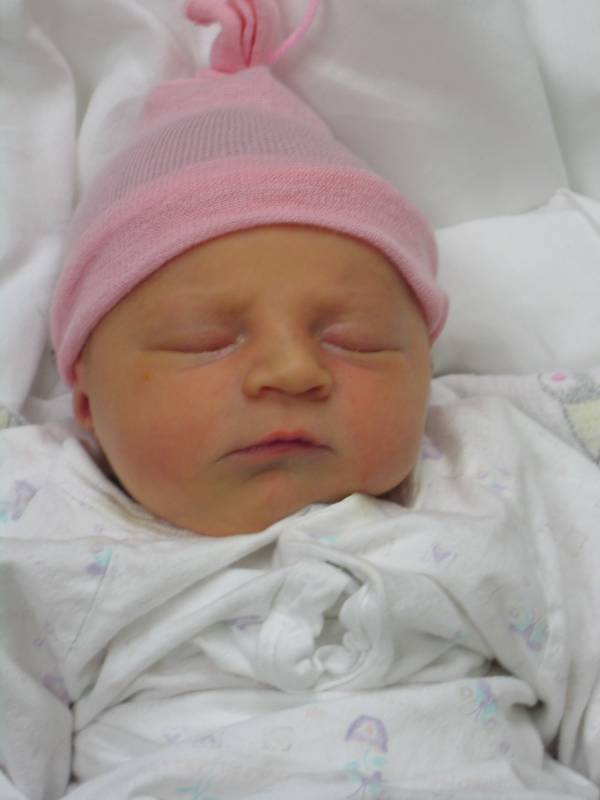
بچه ی انسان با جنسیت دختر در یک روزگی.

تعیین جنس (به انگلیسی: Sex assignment) که تعیین جنسیت نیز نامیده می‌شود، تشخیص جنس نوزاد در هنگام تولد است. این تشخیص ممکن است قبل از زایمان از طریق دستگاه‌های تشخیصی یا هنگام زایمان با بررسی دستگاه تناسلی نوزاد توسط ماما، پرستار یا پزشک انجام شود.
در بین تمام نوزادان متولد شده حدود ٪ ۱/۷ آن‌ها بیناجنس گزارش شده‌اند. تعداد زایمان ها با اندام تناسلی مبهم که انتساب جنس را پیچیده می‌کند، در محدوده ٪ ۰/۰۲ تا ٪ ۰/۰۵ است.
تعیین جنس، این انتظار را به‌همراه می‌آورد که هویت جنسیتی فرد در آینده، هم‌سو با جنس منتسب به او خواهد بود. در حدود ٪۹۹ موارد، هویت جنسیتی فرد با جنس منتسب به‌ او مطابقت دارد. چنین افرادی هم‌سو‌جنسیتی هستند.
اگر جنس انتسابی و هویت جنسیتی فرد هم‌سو نباشند ممکن است فرد تراجنسیتی باشد.